# 博尔戈拉托-亚历山德里诺
博尔戈拉托-亚历山德里诺（義大利語：Borgoratto Alessandrino），是意大利亚历山德里亚省的一个市镇。总面积6.6平方公里，人口615人，人口密度93.2人/平方公里（2009年）。ISTAT代码为006019。